# Johnny Nash
John Lester (Johnny) Nash Jr. (Houston, Texas, 19 augustus 1940 – idem, 6 oktober 2020) was een Amerikaans zanger.

## Leven en werk
Hij begon zijn zangcarrière in een koor van een baptistenkerk. Op zijn dertiende kreeg hij lokale bekendheid in Houston door een optreden in de televisieshow Matinee. Rond 1956 zong Johnny Nash allerlei stijlen, van country tot soul en van pop tot easy listening. Daarom kreeg hij in dat jaar een vaste plek in de televisieshow van Arthur Godfrey, waarin hij zeven jaar lang optrad.
In 1957 tekende Nash een platencontract met ABC Paramount, waar men van hem een rivaal van Johnny Mathis wilde maken. Zijn plaatdebuut was de single A teenager sings the Blues. Daarna was A very special love (een cover van een hit van Doris Day) zijn succesvolste plaat uit de jaren vijftig, met een 23e plaats in de Billboard Hot 100. In 1959 had hij ook succes met de hoofdrol in de film Take a Giant Step, waarvoor hij bij het Internationaal filmfestival van Locarno een Silver Sail Award kreeg. Hij had in 1960 een rol in de film Key Witness.
Aan het begin van de jaren zestig versleet hij zonder succes enkele platenmaatschappijen. In 1964 richtte hij met zijn manager Danny Sims in New York zijn eigen platenmaatschappij op, JoDa Records, die al na twee jaar failliet ging. Hij verhuisde naar Jamaica om kosten te sparen en bezat daar eind jaren zestig zijn eigen studio. Hij scoorde enkele reggae-achtige hits, waaronder een cover van de Sam Cooke-hit Cupid.
In 1971 had hij een hoofdrol in de Zweedse romantische film Vill så gärna tro (Want so much to believe), waarvoor hij samen met Bob Marley ook de muziek schreef. Hij woonde toen in het Verenigd Koninkrijk, waar zijn bewerking van Marley's Stir it up in 1972 een hit werd. Datzelfde jaar bereikte zijn single I can see clearly now (uit zijn gelijknamige album) er de top-5 en ook de toppositie in de Amerikaanse hitparade. Zijn begeleiders in die tijd waren The Fabulous Five Inc.. Hierna volgden Tears on my pillow (een Engelse nummer 1-hit in 1975) en What a wonderful world (een cover van Sam Cooke, 1976).
Hierna verdween Johnny Nash uit de publiciteit, maar in 1985 kwam hij nog een keer terug in de hitlijsten met Rock me baby, dat in de Nederlandse Top 40 goed was voor een 18e positie en in het Verenigd Koninkrijk voor een 47e positie.
Johnny Nash overleed op 6 oktober 2020 op 80-jarige leeftijd. Hij werd begraven in Houston Memorial Gardens in Pearland.

## Discografie

### Singles
| Single met eventuele hitnotering(en) in de Nederlandse Top 40 | Datum van verschijnen | Datum van binnenkomst | Hoogste positie | Aantal weken | Opmerkingen                         |
| ------------------------------------------------------------- | --------------------- | --------------------- | --------------- | ------------ | ----------------------------------- |
| Hold me tight                                                 |                       | 12-10-1968            | 12              | 8            | Nr. 11 in de Single Top 100         |
| Cupid                                                         |                       | 17-5-1969             | 8               | 9            | Nr. 9 in de Single Top 100          |
| Loving you                                                    |                       | 16-3-1974             | tip9            | -            |                                     |
| Tears on my pillow                                            |                       | 2-8-1975              | 4               | 9            | Nr. 5 in de Single Top 100 / VK: #1 |
| Rock me baby                                                  | 25-10-1985            | 8-2-1986              | 18              | 9            | Nr. 17 in de Single Top 100         |

### NPO Radio 2 Top 2000
Van Johnny Nash stond alleen Tears on My Pillow in 1999 in de NPO Radio 2 Top 2000, op plek 1961.